# Yofukashi no Uta
Yofukashi no Uta ( よふかしのうた, n.đ. 'Khúc ca của kẻ dạo đêm', n.b Khúc ca của kẻ ngụy thư) là một bộ manga Nhật Bản được viết và minh họa bởi Kotoyama. Bộ truyện đã được đăng dài kỳ trên tạp chí manga Weekly Shōnen Sunday của nhà xuất bản Shogakukan từ tháng 8 năm 2019. Ở Bắc Mỹ, bộ truyện được xuất bản tiếng Anh bởi Viz Media. Phiên bản Anime truyền hình chuyển thể do xưởng phim Liden Films sản xuất ra mắt vào tháng 7 năm 2022.

## Cốt truyện
Không thể ngủ hay tìm thấy sự hài lòng trong cuộc sống thực tại của mình, Yamori Ko bắt đầu ngừng đến trường và lang thang ngoài những cung đường vào mỗi đêm khuya. Lúc này, anh gặp một cô gái tên Nanakusa Nazuna, một ma cà rồng và cho anh thấy niềm vui của một kẻ đi đêm. Điều này khiến Yamori cũng muốn trở thành một ma cà rồng nhưng trước khi làm được điều này, anh cần phải yêu được cô ấy.

## Nhân vật

### Chính
Yamori Kō (夜守コウ)
Lồng tiếng bởi: Satō Gen
Một nam sinh trung học năm hai, 14 tuổi, đang cảm thấy bồn chồn trước cuộc sống của mình là những chuỗi ngày tẻ nhạt. Để lấy lại tinh thần cho bản thân, cậu thường ra ngoài vào mỗi ban đêm để đi dạo trên đường phố. Cậu không biết đối xử sao với những cô gái tuy nhiên lại cố gắng yêu Nanakusa để trở thành một ma cà rồng. Yamori có kỹ năng đặc biệt là giả vờ ngủ.
Nanakusa Nazuna (七草ナズナ)
Lồng tiếng bởi: Amamiya Sora
Một "kẻ dạo đêm" và cũng là ma cà rồng cô gặp Yamori trong một đêm đi dạo của cậu sau đó đề nghị ở cùng cậu ta tại một căn hộ để có thể giải quyết các vấn đề của cậu và cô đã bí mật hút máu Yamori khi cậu ngủ tuy nhiên sau đó thì bị phát hiện. Nanakusa là một người dễ xấu hổ khi nhắc đến chuyện yêu đương nhưng không ngần ngại nói khi nhắc đến chuyện "người lớn". Cô thích uống bia.

### Con người
Asai Akira (朝井アキラ)
Lồng tiếng bởi: Hanamori Yumiri
Bạn thời thơ ấu của Yamori, Asai sống cùng chung cư với cậu.
Seki Mahiru (夕真昼)
Lồng tiếng bởi: Ono Kensho
Một nam học sinh nổi tiếng ở trường, và là một trong những người bạn cũ của Ko và Akira, người cũng đi chơi vào ban đêm.
Akiyama Akihito (秋山昭人)
Lồng tiếng bởi: Yoshino Hiroyuki
Thuộc hạ của ma cà rồng Seri. Anh đã được Ko cứu khi sắp bị Seri giết, sau đó nhờ Seri biến anh thành ma cà rồng sau khi Ko giúp anh và Seri hiểu được tình cảm của họ dành cho nhau. Anh thường được gọi là 'Draggo', hoặc 'Menhera-san' trong manga.
Shirakawa Kiyosumi (白河清澄)
Lồng tiếng bởi: Hikasa Yōko
Một nhân viên văn phòng bận rộn và là một trong những khách hàng của Nazuna. Sau khi nghe về những khó khăn của cô trong cuộc sống do lịch trình làm việc dày đặc, Ko thề sẽ giúp đỡ cô, vì cậu cảm thấy cả hai có cùng cảnh ngộ và sẽ đề nghị biến cô thành ma cà rồng khi cậu đã trở thành ma cà rồng.

### Ma cà rồng
Kikyō Seri (桔梗セリ)
Lồng tiếng bởi: Tomatsu Haruka
Một ma cà rồng thích tán tỉnh và cách ăn mặc của một gyaru. Cô tiếp cận Yamori khi nghe tin Nanakusa đang "qua đêm" với một con người. Kikyō không hòa thuận lắm với Nanakuza và đôi khi gọi Nanakusa là "đồ chó cái".
Hirata Niko (平田ニコ)
Lồng tiếng bởi: Kitamura Eri
Một ma cà rồng có vai trò là một giáo viên dạy văn của các lớp học ban đêm.
Honda Kabura (本田カブラ)
Lồng tiếng bởi: Itō Shizuka
Kohakobe Midori (小繁縷ミドリ)
Lồng tiếng bởi: Ōzora Naomi
Một ma cà rồng làm việc trong quán cà phê hầu gái. Cô rất ý thức ngoại hình bản thân nên đôi khi hơi thu mình trong một số tình huống.
Suzushiro Hatsuka (蘿蔔ハツカ)
Lồng tiếng bởi: Waki Azumi

## Các chuyển thể

### Manga
Yofukashi no Uta được viết và minh họa bởi Kotoyama, đây là bộ manga thứ hai của Kotoyama sau Dagashi Kashi. Bộ truyện được đăng trên tạp chí manga shōnen của nhà xuất bản Shogakukan, Weekly Shōnen Sunday từ tháng 8 năm 2019. Shogakukan đã thu thập các chương thành các tập tankōbon với tập đầu tiên được phát hành vào ngày 18 tháng 11 năm 2019. Tính đến ngày 18 tháng 3 năm 2024, đã có tổng cộng 20 tập truyện được phát hành. Tại Việt Nam, bộ truyện do Nhà xuất bản Kim Đồng nắm bản quyền và phát hành.

#### Danh sách tập
| #  | Ngày phát hành tiếng Nhật | ISBN tiếng Nhật   |
| -- | ------------------------- | ----------------- |
| 1  | 18 tháng 11, 2019         | 978-4-09-129492-0 |
| 2  | 18 tháng 2, 2020          | 978-4-09-129556-9 |
| 3  | 16 tháng 4, 2020          | 978-4-09-850064-2 |
| 4  | 18 tháng 8, 2020          | 978-4-09-850163-2 |
| 5  | 16 tháng 10, 2020         | 978-4-09-850268-4 |
| 6  | 18 tháng 1 2021           | 978-4-09-850384-1 |
| 7  | 16 tháng 4, 2021          | 978-4-09-850522-7 |
| 8  | 16 tháng 7, 2021          | 978-4-09-850635-4 |
| 9  | 18 tháng 11, 2021         | 978-4-09-850735-1 |
| 10 | 18 tháng 2, 2022          | 978-4-09-850872-3 |
| 11 | 17 tháng 6, 2022          | 978-4-09-851127-3 |
| 12 | 15 tháng 7, 2022          | 978-4-09-851204-1 |
| 13 | 15 tháng 9, 2022          | 978-4-09-851257-7 |
| 14 | 16 tháng 12, 2022         | 978-4-09-851474-8 |
| 15 | 16 tháng 3, 2023          | 978-4-09-851767-1 |
| 16 | 16 tháng 6, 2023          | 978-4-09-852123-4 |
| 17 | 18 tháng 7, 2023          | 978-4-09-852615-4 |
| 18 | 17 tháng 11, 2023         | 978-4-09-852855-4 |
| 19 | 16 tháng 2, 2024          | 978-4-09-853115-8 |
| 20 | 18 tháng 3, 2024          | 978-4-09-853196-7 |

### Anime
Vào ngày 11 tháng 11 năm 2021, một website đã được mở ra để công bố những thông tin về bộ anime truyền hình do xưởng phim Liden Films sản xuất. Bộ anime do Itamura Tomoyuki phụ trách đạo diễn với Miyanishi Tetsuya là đạo diễn chính, Yokote Michiko phụ trách kịch bản, Sagawa Haruka thiết kế nhân vật và Dewa Yoshiaki sáng tác nhạc. Bộ anime lên sóng vào ngày 8 tháng 7 năm 2022. Ca khúc chủ đề là "Datenshi" (堕天 "Thiên thần sa ngã") và ca khúc kết thúc là "Yofukashi no Uta" (よふかしのうた), cả hai ca khúc đều được thể hiện bởi Creepy Nuts. Sentai Filmworks sở hữu bản quyền phát sóng và phát sóng tác phẩm trên nền tảng HIDIVE. Phiên bản mùa thứ 2 của bộ phim dự kiến lên sóng từ ngày 4 tháng 7 năm 2025. Phần phim do hãng Tropics Entertainment phụ trách vai trò cấp phép tại thị trường Đông Nam Á với phụ đề tiếng Việt.

#### Danh sách tập phim
| TT. | Tiêu đề | Đạo diễn                                                                               | Biên kịch      | Phân cảnh bởi                    | Đạo diễn hoạt họa                                                                                               | Ngày phát hành gốc  |
| --- | --- | -------------------------------------------------------------------------------------- | -------------- | -------------------------------- | --- | ------------------- |
| 1 | "Night Flight" Chuyển ngữ: "Naito Furaito" (tiếng Nhật: ナイトフライト)                                           | Takafuji Satoshi                                                                       | Yokote Michiko | Miyanishi Tetsuya                | Sagawa Haruka                                                                                                   | 8 tháng 7 năm 2022  |
| Sau khi từ chối lời tỏ tình của một người bạn cùng lớp, Yamori Ko dần trở nên co mình hơn với cuộc sống xã hội. Ban đêm không ngủ được, cậu đi kang thang trên phố vào ban đêm và gặp được Nanakusa Nazuna - một cô gái xinh đẹp cho rằng sự bồn chồn của cậu lúc này là do cậu thiếu hài lòng với cuộc sống thực tại và quyết định giúp cậu tìm lại nó. Nazuna sau đó đưa Yamori đến căn hộ mình để ngủ và cả hai đã ngủ chung giường. Vì lo lắng, Yamori đã giả rằng mình đã ngủ say và ngay lúc đó, Nazuna đến hút máu cậu. Cậu tỉnh dạy thì thấy vết máu và Nazuna đã nói dối rằng đó là do một "con muỗi khổng lồ". Sau đó, Nazuna đã thừa nhận rằng bản thân là một ma cà rồng và Yamori đã hỏi lại sao cô không biến mình thành ma cà rồng. Nazuna sau đó đã trả lời về cách để trở thành một ma cà rồng là yêu một ma cà rồng và để cho người đó hút máu mình. Lời thú nhận này khiến cô xấu hổ và sau đó cô đã uống một cốc bia. Yamori cảm thấy nhẹ nhõm, nhưng sau đó thì lại thất vọng. Không thể quay trở lại cuộc sống bình thường, Yamori đã yêu cầu để bản thân được yêu cô để bản thân mình cũng có thể biến thành một ma cà rồng. Trong khi miễn cưỡng, Nazuna đã đồng ý để ở bên cạnh Yamori nhiều hơn và để đổi lấy máu của cậu; và nếu Yamori phải lòng Nazuna, hãy cứ như vậy.                              | |                                                                                        |                |                                  | |                     |
| 2 | "Do You Do LINE?" Chuyển ngữ: "Teka Rain Yatteru?" (tiếng Nhật: てかラインやってる?)                              | Sekino Sekijū                                                                          | Yokote Michiko | Sekino Sekijū                    | Tsuyuki Airi, Kitajima Yuki, Kim Dae Jung & Son Kil Young                                                       | 15 tháng 7 năm 2022 |
| Nazuna giải thích cho Yamori về việc cô hút máu cậu giống như việc thỏa mãn nhu cầu tình dục của con người. Tuy nhiên sau đó, Yamori nhắc lại về mong muốn trở thành ma cà rồng của mình và cậu đã làm Nazuna xấu hổ một lần nữa khi đưa cho cô một ít máu của mình. Đêm hôm sau, Yamori đã trở nên ganh tị khi Nazuna đi tìm máu của những người khác. Do đó, Yamori đã yêu cầu cả hai trao đổi thông tin liên lạc nhưng Nazuna nói với anh rằng bản thân không có điện thoại di động. Tuy nhiên sau đó cô sực nhớ ra bản thân cũng có một chiếc điện thoại và đưa anh đến căn hồ của mình và đem ra một chiếc điện thoại cục gạch to cổ điển. Sau đó cô cho biết bản thân đã sẵn sàng đi ngủ và mời Yamori tham gia cùng. Ban đầu cậu đã từ chối nhưng cho phép cô sau khi cô thừa nhận rằng cô đã thực sự tìm kiếm cậu chứ không ai khác vào đêm đó. Đêm hôm sau, Nazuna đưa cho cậu một chiếc máy thu phát liên lạc để cô có thể dễ dàng liên lạc với cậu khi cần. Yamori sau đó đã nói rằng họ hành động như một cặp vợ chồng và khiến cô xấu hổ. Trên sân thượng, cậu gọi cô là "Nazuna-chan" và đề nghị cô trở thành bạn của mình. Tối hôm đó khi đang tự hỏi Nazuna ở đâu, thiết bị trên cổ tay cậu nhận được tín hiệu ngay khi một cô gái khác, người có thiết bị thu tín hiệu kia trong cổ tay, xuất hiện bên cạnh anh. | |                                                                                        |                |                                  | |                     |
| 3 | "A Lot Came Out" Chuyển ngữ: "Ippai Deta ne" (tiếng Nhật: いっぱい出たね)                                         | Ono Shōgo & Yasui Takashi                                                              | Yokote Michiko | Yasui Takashi                    | Wakayama Masashi, Kikuchi Kasumi, Hirama Kōji, Sagawa Haruka, Itojima Masahiko, Kamigaki Yayoi & Mabus          | 22 tháng 7 năm 2022 |
| 4 | "Isn't This a Tight Squeeze?" Chuyển ngữ: "Semakunai?" (tiếng Nhật: せまくない？)                                 | Mutō Nobuhiro                                                                          | Yokote Michiko | Yūichi Itō & Tetsuya Miyanishi   | Izumi Momoka, Kawae Hinata, Nishimichi Takuya, Mutō Nobuhiro & Yamamoto Kyōhei                                  | 29 tháng 7 năm 2022 |
| 5 | "Well, That's a Problem" Chuyển ngữ: "Sorya Komatta Yatsu Desu ne" (tiếng Nhật: そりゃ困ったやつですね)           | Ōnishi Keisuke                                                                         | Yokote Michiko | Ōnishi Keisuke                   | Yūki Kitajima, Satō Tomoko, Hanazawa Yuri, Saitō Kozue, Shirokuma, Koga Isoroku,Takahashi Atsuko & Kim Dae Jung | 5 tháng 8 năm 2022  |
| 6 | "Might as Well Have Fun" Chuyển ngữ: "Tanoshī Hōgai yo" (tiếng Nhật: 楽しい方がいいよ)                            | Satoshi Takafuji                                                                       | TBA            | Satoshi Takafuji                 | TBA | 12 tháng 8 năm 2022 |
| 7 | "Reproduce" Chuyển ngữ: "Kenzokuzukuri (Kozukuri)" (tiếng Nhật: 眷属作り)                                         | Keiichi Sekino                                                                         | TBA            | Keiichi Sekino                   | TBA | 19 tháng 8 năm 2022 |
| 8 | "All of Us" Chuyển ngữ: "Doitsumo Koitsumo" (tiếng Nhật: どいつもこいつも)                                        | Michita Shiraishi                                                                      | TBA            | Junichi Sakata Tetsuya Miyanishi | TBA | 26 tháng 8 năm 2022 |
| 9 | "No Fair" Chuyển ngữ: "Zurui" (tiếng Nhật: ずるい)                                                                | Shōgo Ono                                                                              | TBA            | Tomoyuki Itamura Takashi Yasui   | TBA | 2 tháng 9 năm 2022  |
| 10 | "Enlarge the Peeping-Tom Photos" Chuyển ngữ: "Totogazō o Kakudai Shite miru" (tiếng Nhật: 盗撮画像を拡大して見る) | Jutarou Sekino Yuki Komada Yasushi Tomoda Ouri Yasukawa Minami Honma Tetsuya Miyanishi | TBA            | Tetsuya Miyanishi                | TBA | 9 tháng 9 năm 2022  |
| 11 | "Do You Know What a Vampire Is?" Chuyển ngữ: "Kyūketsuki tte Shitterukai?" (tiếng Nhật: 吸血鬼って知ってるかい?)  | Keiichi Sekino Satoshi Takafuji Yū Agata Tetsuya Miyanishi                             | TBA            | Satoshi Takafuji                 | TBA | 16 tháng 9 năm 2022 |
| 12 | "My Mom's Out Tonight" Chuyển ngữ: "Kyōuchi Oya Inai nda" (tiếng Nhật: 今日ウチ親いないんだ)                      | Keisuke Ōnishi                                                                         | TBA            | Keisuke Ōnishi                   | TBA | 23 tháng 9 năm 2022 |
| 13 | "Call of the Night" Chuyển ngữ: "Yofukashi no Uta" (tiếng Nhật: よふかしのうた)                                   | Shōgo Ono                                                                              | TBA            | Tomoyuki Itamura                 | TBA | 30 tháng 9 năm 2022 |

## Đón nhận
Vào năm 2020, bộ manga đã được đề cử cho giải thưởng Next Manga Award lần thứ 6 và xếp thứ 7 sau khi cuộc bỏ phiếu kết thúc với hơn 15.134 phiếu bầu. Bộ truyện xếp vị trí thứ 8 trong danh sách "Các tựa truyện tranh được đề xuất bởi nhân viên các hiệu sách trên toàn quốc năm 2021" bởi trang web Honya Club.